# 皮日夫卡
48°35′56″N 27°9′11″E / 48.59889°N 27.15306°E
皮日夫卡（烏克蘭語：Пижівка），是烏克蘭西部的村莊，隸屬赫梅利尼茨基州的卡緬涅茨-波多利斯基區。該村處於德涅斯特河畔，始建於1786年，面積2.07平方公里，海拔高度243米，2001年人口678。